# Grand séminaire de Rzeszów
Le Grand séminaire de Rzeszów (Wyższe Seminarium Duchowne w Rzeszowie) est une communauté de formation spirituelle et pastorale pour les futurs prêtres catholiques appartenant au diocèse de Rzeszów (Sud-Est de la Pologne). 
Il a un statut juridique d'établissement d'enseignement supérieur non public dans le cadre de l’Institut Saint Józef Sebastian Pelczar, naguère  Bienheureux Józef Sebastian Pelczar (Instytut Teologiczno-Pastoralny im. św. Józefa Sebastiana Pelczara). Son objet est de préparer les futurs prêtres de l’Église catholique dans le diocèse.

## Historique
Le Jeudi Saint 8 avril 1993, Mgr Kazimierz Górny a érigé le Grand Séminaire dans le nouveau diocèse de Rzeszów. 
Le séminaire est situé dans l’ancien bâtiment de la « Maison des Ouvriers » dans lequel on a construit notamment une chapelle, une cuisine et un réfectoire. Tout cela a pu être réalisé grâce au soutien financier de bienfaiteurs du séminaire de Rzeszów, des autorités de la ville de Rzeszów et de l’étranger : Allemagne, États-Unis, Hollande et Belgique. 
Dans le bâtiment du séminaire vivent outre les prêtres et des professeurs, des religieuses franciscaines de la Famille de Marie qui aident au fonctionnement de la maison.
Le Grand Séminaire de Rzeszów travaille étroitement avec l'Université pontificale Jean-Paul II de Cracovie. Les études de philosophie et de théologie peuvent être réalisées grâce au travail didactique de 30 professeurs. Une partie de ces professeurs appartiennent au diocèse, les autres aux diocèses voisins : de Tarnów, de Przemyśl et de Lublin. L’évêque du diocèse encourage la formation de cadres dans ce nouveau diocèse. En 2007, 19 prêtres étudient dans les différentes écoles théologiques en Pologne et à l’étranger : Lublin, Varsovie, Cracovie, Rome et Graz.
La chapelle est au cœur de la formation spirituelle du séminaire. Le 10 juin 1994, la chapelle a été consacrée par le nonce apostolique en Pologne, Mgr Józef Kowalczyk. Chaque jour les séminaristes y passent beaucoup de temps consacré à la prière.
Il y a maintenant (2008) environ 100 séminaristes.